# Elecciones presidenciales de Hungría de 2022
Las elecciones presidenciales de Hungría se realizaron el 10 de marzo de 2022. El actual presidente de la República, János Áder, no puede postularse debido a límites de mandato. La candidata presidencial de la alianza gobernante de Fidesz-KDNP es Katalin Novák, exministra sin cartera de Asuntos Familiares, fue elegida como presidenta.

## Sistema electoral
Según la actual constitución de Hungría adoptada por impulso de la coalición gubernamental Fidesz-KDNP en 2011, el presidente debe ser elegido en una votación secreta por los 199 miembros de la Asamblea Nacional, no antes de los sesenta, pero a más tardar treinta días antes de que expire el mandato del anterior funcionario, o si su mandato finalizó prematuramente, dentro de los treinta días posteriores a la finalización. La constitución autoriza al Presidente de la Asamblea Nacional a fijar la fecha para la elección.
Un candidato presidencial necesita la nominación por escrito de al menos una quinta parte de los miembros del parlamento (por lo tanto, alrededor de 40 diputados), que no pueden nominar a más de un candidato. En la primera vuelta de las elecciones, se requiere una mayoría de dos tercios de todos los parlamentarios en ejercicio para elegir al presidente. Si no se cumple esta condición, se celebra una segunda vuelta entre los dos candidatos que recibieron el mayor y el segundo mayor número de votos en la primera ronda. Una mayoría simple de los parlamentarios votantes es suficiente. Desde 1990, no ha habido más de dos candidatos en ninguna elección presidencial.

## Resultados
| Candidato                 | Candidato                 | Partido                   | Primera vuelta | Primera vuelta |
| Candidato                 | Candidato                 | Partido                   | Votos          | %              |
| ------------------------- | ------------------------- | ------------------------- | -------------- | -------------- |
|                           | Katalin Novák             | Fidesz                    | 137            | 70.98          |
|                           | Péter Róna                | Independiente             | 51             | 26.42          |
|                           |                           |                           |                |                |
| Mayoría requerida         | Mayoría requerida         | Mayoría requerida         | 133 votos      | 133 votos      |
|                           |                           |                           |                |                |
| Votos válidos             | Votos válidos             | Votos válidos             | 188            | 97.40          |
| Votos en blanco/Inválidos | Votos en blanco/Inválidos | Votos en blanco/Inválidos | 5              | 2.60           |
| Total                     | Total                     | Total                     | 193            | 100            |
| Abstenciones              | Abstenciones              | Abstenciones              | 6              | 3.02           |
| Registrados/Participación | Registrados/Participación | Registrados/Participación | 199            | 96.98          |